# مارلين هاشوفر
مارلين هاشوفر (بالألمانية: Marlen Haushofer)‏ (بالإنجليزية: Marlen Haushofer) كان اسمها قبل زواجها ماري هلين فراوندوفر (بالإنجليزية: Marie Helene Frauendorfer) مؤلفة نمساوية، أشهر أعمالها روايتها الجدار.

## سيرتها
ولد هاشوفر في بلدة فراونستين في شمال النمسا. درست في مدرسة داخلية كاثوليكية في بلدة لينز، ثم انتقلت لدراسة الأدب الألماني في فيينا وغراتس. بعد سنوات عملها كمدرسة استقرت في اشتاير. في عام 1941 تزوجت من مانفريد هاشوفر وهو طبيب أسنان وأنجبت ابنان كريستسان ومانفريد. في عام 1950 طُلقت، ثم عاد الزوجان مرة أخرى في عام 1958.

## عملها
كسبت هاشوفر عدد من الجوائز الأدبية في وقت مبكر من كتاباتها الأدبية وبالتحديد عام 1953 حين نشرت روايتها الأولى حفنة من الحياة. في عام 1956 حصلت على جائزة ثيودور - كورنر لمساهماتها في مشاريع الفن والثقافة. في عام 1958 نشرت لها رواية نحن نقتل ستيلا. انتهت هاشوفر من كتابة روايتها الجدار والتي تعتبر أفضل إنجاز لها في عام 1963.
 حيث استمرت في الكتابة مدة أربع سنوات بين عام 1960 وعام 1963، لكنها اضطرت إلى الانتظار حتى عام 1968 قبل عامين من وفاة زوجها لتبدأ في طباعتها.

## وفاتها
في عام 1970 توفيت هاشوفر جراء إصابتها بسرطان العظام في عيادة من عيادات فيينا.

## أعمالها
- A Handful of Life
- We Murder Stella
- The Wall
- Terrible Faithfulness
- The Loft
- The Attic
- Nowhere Ending Sky

## روابط خارجية
- مارلين هاشوفر على موقع IMDb (الإنجليزية)
- مارلين هاشوفر على موقع ألو سيني (الفرنسية)
- مارلين هاشوفر على موقع ميوزك برينز (الإنجليزية)
- مارلين هاشوفر على موقع أول موفي (الإنجليزية)
- مارلين هاشوفر على موقع ديسكوغز (الإنجليزية)
- مارلين هاشوفر على موقع قاعدة بيانات الفيلم (الإنجليزية)
- مارلين هاشوفر على موقع كينوبويسك (الروسية)